# ウルカヌスの鍛冶場 (ヴァザーリ)
『ウルカヌスの鍛冶場』（ウルカヌスのかじば、伊: Fucina di Vulcano、英: The Forge of Vulcan）は、イタリアのマニエリスム期の画家であり、『画家・彫刻家・建築家列伝』の著者でもあるジョルジョ・ヴァザーリによる1564年ごろの銅板上の油彩画である。作品は1589年以降、または、おそらくそれ以前にフィレンツェのウフィツィ美術館にあるトリブーナ (8角形の展示室) に展示され、現在もウフィツィ美術館に所蔵されている。 なお、ピエル・カンディードによる1565-1567年の複製が、英国のロイヤル・コレクションの一部としてウィンザー城にある。

## 作品
コジモ1世とフランチェスコ1世のメディチ家宮廷の影響を受けた主題と構図は、ヴェッキオ宮殿にあるストゥディオーロ（小さい書斎）の一連の絵画に似ている。それらの絵画のように、本作はヴィンチェンツォ・ボルギーニ (Vincenzo Borghini) によるヴァザーリへの手紙に触発された。その手紙で、ボルギーニはヴァザーリが鍛冶場だけでなく、ミネルバが率いる「特定の美徳のアカデミー」も描くことを勧めた。これは、ヴァザーリがコジモ1世の保護の下で1563年に設立した「アカデミア・デッレ・アルティ・デル・ディゼーニョ (素描芸術アカデミー) 」に言及したものである。
絵画の主題は、古代ギリシアの詩人ホメロスの叙事詩『イーリアス』の1節に触発されている。前景では、火の神ウルカヌスが戦争の神ミネルバに自身が制作したばかりの武具を渡している。 後景の鍛冶場の超自然的な光の中では、優美な裸体の男たちがウルカヌスに倣って仕事をしている。男たちの頭上の壁龕には古代の彫像が置かれており、三美神を表している彫像も見えるが、それは絵画、彫刻、建築に言及するものとなっている。画面上部中央を舞っている「平和」の擬人像はオリーヴの枝を持っているが、それはメディチ家の指揮の下でフィレンツェが経験した繁栄に言及したものである。